# Super Bowl LIII
Super Bowl LIII var den 53:e upplagan av Super Bowl, finalmatchen i NFL för säsongen 2018. Matchen spelades den 3 februari 2019 mellan vinnarna från de respektive konferenserna – New England Patriots från American Football Conference och Los Angeles Rams från National Football Conference och Patriots vann matchen med 13-3. Värd för Super Bowl LIII var Mercedes-Benz Stadium i Atlanta.
Genom segern vann Tom Brady sin sjätte Super Bowl, och är den spelare som vunnit flest gånger. Bill Belichick, tränare för Patriots, blev samtidigt den äldste tränare som vunnit finalen.